# Nanwang
Nanwang is een dialect van het Pyuma, een Paiwanische taal gesproken in Taiwan. Het is genoemd naar het gelijknamige dorp in het Pyuma-taalgebied waar het voornamelijk wordt gesproken.

## Classificatie
- Austronesische talen
  - Formosaanse talen
    - Paiwanische talen
      - Pyuma
        - Nanwang

Nanwang · Pinaans